# Acidaspis
Acidaspis – rodzaj stawonogów z wymarłej gromady trylobitów.

## Morfologia
Dorastał około 1 cala długości. Posiadał długie kolce, które prawdopodobnie chroniły go przed drapieżnikami.

## Występowanie
Zamieszkiwał morza w okresie syluru.